# Real Murcia
Real Murcia, oficiálním názvem Real Murcia Club de Fútbol, je španělský fotbalový klub z města Murcia z autonomního Murcijského regionu. Klub měl v roce 2008 25 tisíc členů – tzv. socios.

## Historie
Real Murcia vznikl 8. února 1908. V roce 1940 si klub poprvé vyzkoušel nejvyšší soutěž, záhy však sestoupil a následující 40., 50. a 60. léta se marně snažil udržet prvoligovou příslušnost, většinou tak pobýval v lize druhé. Během 70. let se Real Murcia pohyboval od první ligy ke třetí a během 80. let byl klub v nejvyšší soutěži dokonce hned v šesti ročnících.
Murcijský celek si zahrál nejvyšší soutěž opět v ročníku 2003/04, avšak záhy sestoupil a místo návratu mezi elitu se potýkal s problémy ve druhé lize, kde skončili na 12. pozici a poté dokonce na 16. pozici. Během další sezóny si ale opět zajistili prvoligovou příslušnost. Klub opustil letitý stadion La Condomina a přemístil se na modernější Nueva Condomina, který splňuje standardy UEFA na čtyři hvězdy.
Naposledy se murcijský klub představil v první lize v ročníku 2007/08. Před sezónou posílil např. nákupem obránce Álvara Mejíi Péreze z Realu Madrid, odkud přišel hostovat navíc ještě Pablo García, další defenzivní zadák. Především druhá polovina soutěže se nepovedla, tým inkasoval celkem 60 branek a zklamal útok, který táhl jen desetigólový Iván Alonso. Murcia skončila předposlední a tak sestoupila.
Ačkoli tým zakončil sezónu 2013/14 na 4. místě, byl kvůli finančním potížím přeřazen do Segundy División B, třetího patra španělské ligové pyramidy.

## Známí hráči
- Enrique Collar (1954) – španělský reprezentant a kapitán na MS 1962
- Feliciano Rivilla (1953–1954) – španělský reprezentant na MS 1962 a MS 1966
- Pedro León (2004–2007) – španělský reprezentant do 21 let, později tři roky hráč Realu Madrid
- Dick van Dijk (1974–1975) – nizozemský reprezentant s bilancí 7 zápasů, 1 gól
- Kostas Chalkias (2006) – řecký reprezentant a náhradník na vítězném ME 2004
- José Luis Brown (1987–1989) – argentinský reprezentant a vítěz z MS 1986
- Mario Regueiro (2007–2008) – uruguayský reprezentant na MS 2002
- Ferdinand Daučík (1963–1964) – (česko)slovenský fotbalista a trenér